# Flavia Nasella
Flavia Nasella (Roma, 18 giugno 1994) è una multiplista italiana, campionessa nazionale assoluta dell'eptathlon nel 2014.

## Biografia
Ha iniziato a fare atletica nel 2002 all'età di 8 anni. Prima faceva nuoto, ma non l'ha mai gradito. Andare due volte a settimane in piscina per lei era una sofferenza.
Quando ha finalmente convinto i suoi genitori a farle cambiare sport, ha scelto l'atletica senza neanche sapere bene cosa fosse.
I primi anni si è allenata, o meglio, ha “giocato a fare atletica”, al campo delle Tre Fontane. La sua primissima allenatrice, Silvia, l'ha seguita per un anno.
Michele Sicolo l'ha scoperta e fatta avvicinare all'atletica, allenandola poi nei suoi primi anni di carriera.
Al primo anno da cadetta nel 2008 partecipa ai campionati italiani di categoria, piazzandosi al 12º posto nel pentathlon.
2009, nella stessa specialità di prove multiple, vince la sua prima medaglia agli italiani giovanili diventando vicecampionessa nazionale.
Poker di medaglie vinte nel 2010: primo titolo italiano giovanile con la staffetta 4x200 m agli italiani allieve indoor (settima nel salto in lungo), tre volte vicecampionessa allieve (tetrathlon indoor, eptathlon e 4x400 m entrambi outdoor).
Nel 2011 ha vinto i campionati italiani allieve di prove multiple nell’eptathlon; durante la stagione al coperto, agli italiani giovanili indoor è stata medaglia d’argento con la staffetta 4x200 m allieve e sesta nel salto in lungo. Era iscritta tra le partecipanti nel tetrathlon ai campionati italiani allieve di prove multiple indoor, ma non ha gareggiato.
Nella primavera del 2012 dopo circa un anno di una pausa di riflessione (da luglio 2011 a giugno 2012) aveva da poco ripreso ad allenarsi e nel maggio del 2012 infatti aveva incontrato Vincenzo De Luca, il suo attuale coach. È ripartita, partecipando a Misano Adriatico ai campionati italiani juniores. In quell’occasione prima è stata eliminata in batteria sui 400 m e poi ha vinto il titolo juniores con la staffetta 4x400 m.
Nel 2013 ha debuttato con la Nazionale assoluta nella Coppa Europa di prove multiple a Tallinn in Estonia nell'eptathlon (25º posto individuale ed 8º nella classifica a squadre) e nella stessa specialità è giunta ottava agli Europei juniores in Italia a Rieti. Tutto è arrivato nello spazio di soli sette mesi, da gennaio a luglio del 2013.
In ambito nazionale, ha vinto il titolo italiano juniores indoor con la 4x200 m (è uscita in batteria sui 400 m), argento nel pentathlon juniores indoor, ottava con la 4x200 m agli assoluti indoor ed infine ha vinto la medaglia d’argento agli italiani juniores nell’eptathlon all’aperto.
Nel luglio del 2014 ha gareggiato nella Coppa Europa di prove multiple in Portogallo a Madeira finendo in 25ª posizione (ottava nella classifica a squadre).
Nei campionati italiani ha vinto 7 medaglie, conquistando il suo primo titolo italiano assoluto a Rovereto (dove è giunta anche sesta con la staffetta 4x400 m). Campionessa italiana promesse sia indoor che outdoor, rispettivamente a Padova e Lana; argento con la staffetta 4x200 m indoor sia agli assoluti che ai nazionali promesse (quarta nel salto in lungo); due medaglie di bronzo in staffetta agli italiani promesse all’aperto con la 4x100 e la 4x400 m.
2015, nella stagione indoor è stata vicecampionessa promesse indoor nella 4x200 m, 14ª nel salto in lungo agli assoluti al coperto e settima con la 4x200 m nella stessa manifestazione. All’aperto invece ai campionati italiani promesse, ha vinto il titolo italiano nella staffetta 4x100 m, è finita quarta nel salto in lungo ed è uscita in batteria sui 200 m; ai campionati italiani assoluti ha partecipato in 3 specialità: nel salto in lungo (7ª) e nelle due staffette (4ª nella 4x100 e 6ª nella 4x400 m).

## Progressione

### Eptathlon
| Stagione | Punti | Luogo      | Data      | Rank. Mond. |
| -------- | ----- | ---------- | --------- | ----------- |
| 2014     | 5 468 | Rovereto   | 19-7-2014 |             |
| 2013     | 5 323 | Rieti      | 19-7-2013 |             |
| 2011     | 4 470 | Bressanone | 19-6-2011 |             |
| 2010     | 4 536 | Biella     | 4-7-2010  |             |

### Pentathlon indoor
| Stagione | Punti | Luogo  | Data      | Rank. Mond. |
| -------- | ----- | ------ | --------- | ----------- |
| 2014     | 3 633 | Ancona | 19-1-2014 |             |
| 2013     | 3 415 | Ancona | 27-1-2013 |             |

## Palmarès
| Anno | Manifestazione | Sede  | Evento    | Risultato | Prestazione | Note  |
| ---- | -------------- | ----- | --------- | --------- | ----------- | ----- |
| 2013 | Europei U20    | Rieti | Eptathlon | 8ª        | 5 323 p,    | [ 2 ] |

## Campionati nazionali
- 1 volta campionessa nazionale assoluta dell'eptathlon (2014)
- 1 volta campionessa nazionale promesse dell'eptathlon (2014)
- 1 volta campionessa nazionale promesse della staffetta 4×100 m (2015)
- 1 volta campionessa nazionale promesse indoor del pentathlon (2014)
- 1 volta campionessa nazionale juniores della staffetta 4×400 m (2012)
- 1 volta campionessa nazionale juniores indoor della staffetta 4×200 m (2013)
- 1 volta campionessa nazionale allieve dell'eptathlon (2011)
- 1 volta campionessa nazionale allieve indoor della staffetta 4×200 m (2010)

2008
- 12ª ai campionati italiani cadetti (Roma), pentathlon - 3 442 p.[3]

2009
- Argento ai campionati italiani cadetti (Desenzano del Garda), pentathlon - 4 074 p.[4]

2010
- 7ª ai campionati italiani allievi- indoor (Ancona), salto in lungo - 5,33 m[5]
- Oro ai campionati italiani allievi indoor (Ancona), 4×200 m - 1'44"60[6]
- Argento ai campionati italiani allievi di prove multiple indoor (Ancona), tetrathlon - 2 606 p.[7]
- Argento ai campionati italiani allievi di prove multiple (Biella), eptathlon - 4 536 p.[8]
- Argento ai campionati italiani allievi (Rieti), 4×400 m - 3'59"02[9]

2011
- 6ª ai campionati italiani allievi indoor (Ancona), salto in lungo - 5,39 m[10]
- Argento ai campionati italiani allievi indoor (Ancona), 4×200 m - 1'46"22[11]
- Oro ai campionati italiani allievi di prove multiple (Bressanone), eptathlon - 4 470 p.[12]

2012
- In batteria ai campionati italiani juniores (Misano Adriatico), 400 m piani - 1'00"70[13]
- Oro ai campionati italiani juniores (Misano Adriatico), 4×400 m - 3'49"78[14]

2013
- Argento ai campionati italiani juniores di prove multiple indoor (Ancona), pentathlon - 3 415 p.[15]
- 8ª ai campionati italiani assoluti indoor (Ancona), 4×200 m - 1'43"03[16]
- In batteria ai campionati italiani juniores indoor (Ancona), 400 m piani - 58"89[17]
- Oro ai campionati italiani juniores indoor (Ancona), 4×200 m - 1'42"51[18]
- Argento ai campionati italiani juniores di prove multiple (Busto Arsizio), eptathlon - 5 200 p.[19]

2014
- 6ª ai campionati italiani di prove multiple indoor (Padova), pentathlon - 3 578 p.[20]
- Oro ai campionati italiani promesse di prove multiple indoor (Padova), pentathlon - 3 578 p.[21]
- 4ª ai campionati italiani promesse indoor (Ancona), salto in lungo - 5,84 m[22]
- Argento ai campionati italiani promesse indoor (Ancona), 4×200 m - 1'43"79[23]
- Argento ai campionati italiani assoluti indoor (Ancona), 4×200 m - 1'40"12[24]
- Oro ai campionati italiani promesse di prove multiple (Lana), eptathlon - 5 198 p.[25]
- Bronzo ai campionati italiani promesse (Torino), 4×100 m - 48"85[26]
- Bronzo ai campionati italiani promesse (Torino), 4×400 m - 3'52"16[27]
- Oro ai campionati italiani assoluti (Rovereto), eptathlon - 5 468 p.[28]
- 6ª ai campionati italiani assoluti (Rovereto), 4×400 m - 3'49"30[29]

2015
- Argento ai campionati italiani promesse indoor (Ancona), 4×200 m - 1'41"99[30]
- 14ª ai campionati italiani assoluti indoor (Padova), salto in lungo - 5,65 m[31]
- 7ª ai campionati italiani assoluti indoor (Padova), 4×200 m - 1'41"18[32]
- In batteria ai campionati italiani promesse (Rieti), 200 m piani - 24"79[33]
- 4ª ai campionati italiani promesse (Rieti), salto in lungo - 6,11 m[34]
- Oro ai campionati italiani promesse, (Rieti) 4×100 m -  45"96[35]
- 7ª ai campionati italiani assoluti (Torino), salto in lungo - 5,99 m[36]
- 4ª ai campionati italiani assoluti (Torino), 4×100 m - 46"91[37]
- 6ª ai campionati italiani assoluti (Torino), 4×400 m - 3'47"87[38]

## Altre competizioni internazionali
2013
- 25ª nella First League della Coppa Europa di prove multiple ( Tallinn), eptathlon - 5 170 p.[2]
- 8ª nella First League della Coppa Europa di prove multiple ( Tallinn), a squadre - 37 617 p.[39]

2014
- 9ª nella Coppa dei Campioni per club ( Amsterdam), 200 m piani - 26"11[40]
- 5ª nella Coppa dei Campioni per club ( Amsterdam), salto in lungo - 5,62 m[40]
- 8ª nella Coppa dei Campioni per club ( Amsterdam), 4×100 m - 48"32[40]
- 25ª nella First League della Coppa Europa di prove multiple ( Ribeira Brava), eptathlon - 3 049 p.[41]
- 8ª nella First League della Coppa Europa di prove multiple ( Ribeira Brava), a squadre - 38 032 p.[42]